# Same Ol' Story
(La misma historia en español) Same Ol' Story o Same Ol' Fuckin' Story (la misma vieja misma historia En español) Es el primer sencillo mundial de Cyndi Lauper para su álbum Bring ya to the brink. Segundo después de Set Your Heart en Japón. La canción nos habla sobre su vuelta a los clubes de baile, donde se pueden reconocer fácilmente en la frase "Still got my feet on tie to the beat yeah" (Todavía tengo mis pies atados al ritmo sí).
La canción fue lanzada en ITunes Store y Amazon.com. En agosto de 2009, la canción ha vendido 5.000 descargas en los EE. UU.
Fue N.º 1 en el Billboard Hot Dance Club Play. Cosa que no había logrado desde Girls Just Want to Have Fun y que volvió a conseguir con su siguiente sencillo Into the Nightlife

## Remix's oficiales
- A cappella – 5:42
- Album Version – 5:54
- Clean Album Version – 5:54
- Extended Album Version – 8:37
- Ralphi Rosario Vocal Mix – 8:43
- Ralphi Rosario Clean Mix - 8:44 (unreleased)
- Ralphi Rosario Dub – 9:17
- Ralphi Rosario Clean Radio - 3:52 (unreleased)
- Razor N Guido Mix – 9:30
- Razor N Guido Dub - 6:31 (unreleased)
- Richard Morel Extended Dub – 7:49
- Richard Morel Pink Noise Mix – 8:57
- Rosabel Vocal Mix – 9:43
- Rosabel Clean Mix - 9:44 (unreleased)

## Charts
| Gráfico EE. UU.               | Alta posición |
| ----------------------------- | ------------- |
| Billboard Hot Dance Club Play | 1             |
| Billboard Global Dance Tracks | 27            |
| Billboard Hot Singles Sales   | 49            |

- Datos: Q2302613